# Gautier Paulin

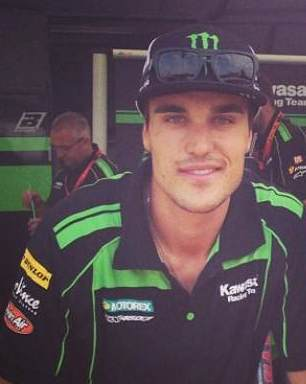
Gautier Paulin

Gautier Paulin (Draguignan, 26 maart 1990) is een Frans voormalig motorcrosser.
Op 28 oktober 2020 kondigde hij zijn afscheid van de motorcross aan. Hij zal in 2021 niet meer aan de start staan.

## Carrière
Paulin begon zijn carrière in het BMX, waarin hij in zijn leeftijdscategorie wereldkampioen wist te worden in 1999.
Paulin begon zeer laat met motorcrossen, op zeventienjarige leeftijd. Hij begon meteen in het Europees Kampioenschap, met Honda. Hij reed dat seizoen zelfs al enkele gastwedstrijden in het Wereldkampioenschap motorcross MX2. Hij werd Europees Kampioen en eindigde als achtentwintigste in het WK. Vanaf 2008 ging Paulin voltijds in het WK rijden, met Kawasaki. Hij kende enkele uitschieters, maar raakte ook geblesseerd zodat hij het seizoen afsloot als eenentwintigste. In 2009 werd hij veel regelmatiger. Met twee overwinningen en vijf podiumplaatsen werd hij derde in de eindstand. Voor het seizoen 2010 stapte Paulin over naar Yamaha. Door een blessure miste hij het begin van het seizoen. Na zijn terugkeer haalde hij één overwinning en driemaal een podiumplaats, goed voor een tiende plaats algemeen. Het seizoen 2011 werd zijn laatste jaar in de MX2. Hij behaalde zevenmaal het podium en werd vierde in het kampioenschap. De laatste Grand Prix van het seizoen reed Paulin mee in de MX1-klasse, die hij meteen wist te winnen.
In zijn debuutjaar in de MX1, waarin hij opnieuw voor Kawasaki reed, behaalde Paulin één overwinning en drie podiumplaatsen. Hij eindigde als derde in de eindstand. 2013 was goed voor drie overwinningen en vier podiumplaatsen. Door een kwetsuur miste hij twee Grand Prixs en werd zo vijfde in het kampioenschap. In 2014, het eerste seizoen als MXGP, begon hij het kampioenschap met een overwinning en een tweede plaats. Halfweg het seizoen blesseerde hij zich opnieuw. Tijdens de laatste vier Grand Prixs wist hij nog een keer tweede te worden en één keer te winnen. Hij werd nog achtste algemeen. Voor het seizoen 2015 kwam Paulin opnieuw uit op Honda, ditmaal voor het fabrieksteam. Paulin won één Grand Prix en stond vier keer op het podium, wat goed was voor de vice-wereldtitel achter zijn landgenoot Romain Febvre. In 2016 eindigde hij als dertiende in de WK-eindstand. In 2017 tekende Paulin een contract bij Husvarna, won één GP en eindigde als derde in de eindstand. Het seizoen 2018 eindigde hij als vijfde in het WK. Vanaf het seizoen 2019 rijdt hij op een Yamaha-motor en eindigde in 2019 op de vierde plaats in het WK.

## Motorcross der Naties
In de Motorcross der Naties eindigde hij met het Franse team vijf opeenvolgende seizoenen als eerste (2014, 2015, 2016, 2017 en 2018), in 2019 als vijfde.

## WK resultaten
2007 - 28e in MX2
2008 - 21e in MX2
2009 -  in MX1
2010 - 10e in MX1
2011 - 04e in MX1
2012 -  in MX1
2013 - 05e in MX1
2014 - 08e in MXGP
2015 -  in MXGP
2016 - 13e in MXGP
2017 -  in MXGP
2018 - 05e in MXGP
2019 - 04e in MXGP
2020 - deelnemer in MXGP-klasse
| GP-overwinningen | GP-overwinningen | GP-overwinningen    | GP-overwinningen |
| No.              | Datum            | Grand Prix          | Plaats           |
| MX2-klasse       | MX2-klasse       | MX2-klasse          | MX2-klasse       |
| ---------------- | ---------------- | ------------------- | ---------------- |
| 1                | 29-03-2009       | Italië              | Faenza           |
| 2                | 09-08-2009       | Tsjechië            | Loket            |
| 3                | 05-09-2010       | Benelux (Nederland) | Lierop           |
| MX1-klasse       |                  |                     |                  |
| 4                | 11-09-2011       | Italië              | Fermo            |
| 5                | 22-04-2012       | Bulgarije           | Sevlievo         |
| 6                | 21-04-2013       | Bulgarije           | Sevlievo         |
| 7                | 05-05-2013       | Portugal            | Águeda           |
| 8                | 16-06-2013       | Italië              | Maggiora         |
| MXGP-klasse      |                  |                     |                  |
| 9                | 01-03-2014       | Qatar               | Losail           |
| 10               | 14-09-2014       | Mexico              | León             |
| 11               | 26-04-2015       | Nederland           | Valkenswaard     |
| 12               | 23-04-2017       | Nederland           | Valkenswaard     |